# Paradrymonia buchtienii
Paradrymonia buchtienii là một loài thực vật có hoa trong họ Tai voi. Loài này được (Mansf.) Wiehler mô tả khoa học đầu tiên năm 1978.